# HD 21693
Désignations
HD 21693 est une étoile située dans la constellation du Réticule. Sa magnitude apparente est de 7,94, si bien qu'elle n'est pas visible à l'œil nu et nécessite des jumelles pour être visible. D'après la mesure de sa parallaxe par le satellite Gaia, elle est distante d'environ ∼ 109 a.l. (∼ 33,4 pc) de la Terre.
HD 21693 est une étoile jaune de type spectral G9IV-V, ce qui indique que son spectre montre à la fois des traits d'une naine jaune sur la séquence principale et d'une étoile sous-géante plus évoluée. Son rayon est équivalent à 91 % du rayon solaire et sa luminosité vaut 67 % celle du Soleil.

## Système planétaire
Deux exoplanètes géantes gazeuses orbitent autour de HD 21693, HD 21693 b et HD 21693 c. Elles ont été découvertes en 2011.
| Planète | Masse                   | Demi-grand axe (ua) | Période orbitale (jours) | Excentricité  | Inclinaison | Rayon |
| ------- | ----------------------- | ------------------- | ------------------------ | ------------- | ----------- | ----- |
| b       | 0,032 2 (± 0,004 6) MJ  | 0,148 4 (± 0,002 4) | 22,656 (± 0,023 6)       | 0,26 (± 0,17) |             |       |
| c       | 0,064 72 (± 0,005 7) MJ | 0,264 4 (± 0,004 4) | 53,881 (± 0,070 4)       | 0,24 (± 0,09) |             |       |